# Tubo termosifón bifásico

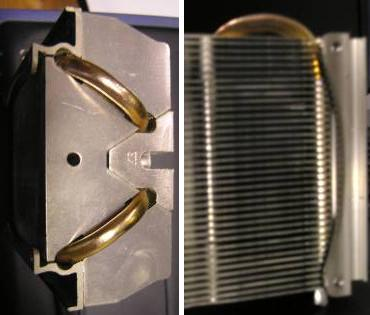
Disipador de aluminio con un TTB.

 Tubo termosifón bifásico (TTB) o caloducto (del inglés heat pipe) es un tubo con alta conductividad usado para la transferencia de energía térmica. Se trata de un dispositivo de transferencia de calor que combina la conductividad térmica por convección característica del termosifón con un cambio de fase de líquido a vapor que favorece el transporte del calor, por lo que resulta más eficiente.
Consiste en un tubo cerrado por ambos extremos en cuyo interior hay un fluido que puede cambiar de fase entre evaporación y condensación al ser sometido a una diferencia de temperatura.
Al aplicarle calor en un extremo se evapora el líquido de ese extremo y se desplaza al otro lado, ligeramente más frío, condensándose y transfiriéndole el calor.
Técnicamente, se trata de un recipiente de alta conductividad, de baja presión y que contiene un líquido que se evaporará al absorber calor en la zona caliente del recipiente. Llegado al otro extremo el vapor por convección, se produce la condensación y se libera el calor transportado. La evaporación se produce por capilaridad, por lo que no hace falta que la temperatura sea demasiado alta. 
Como recipiente se suele emplear un tubo largo, de un material que sea buen conductor del calor (cobre o aluminio) y que se situará casi verticalmente. Así, tras la condensación del vapor, el líquido regrese al extremo caliente o bien por capilaridad o bien por acción de la fuerza de la gravedad, y se repetirá el ciclo de evaporación y condensación. 

En informática se utiliza para disipar el calor que producen algunos componentes de hardware, como los microprocesadores, chipset, GPU o cualquier otro tipo de componente al cual se le desee aplicar refrigeración silenciosa. Tiene la ventaja que no emite ningún ruido, a diferencia de los ventiladores.

## Principios de funcionamiento
Como se ha dicho, se apoya en el cambio de fase. Para un funcionamiento eficaz, se reduce la presión interna del recipiente hasta valores próximos a la presión de vapor a la temperatura de trabajo o menores aún. El proceso de evaporación y condensación es el encargado del transporte de calor. La adecuada presión (vacío) es lo que favorece su rendimiento. Por otro lado, su eficacia está muy relacionada con las condiciones de trabajo que se definen en el diseño.

## Usos

### Transferencia de calor en sistemas de refrigeración
En dispositivos electrónicos se utiliza para transportar el calor generado por un componente hacia un disipador térmico. Se usa con frecuencia en computadoras portátiles donde no siempre es posible colocar un ventilador grande directamente sobre el procesador, y en disipadores de alto rendimiento para servidores y equipos de escritorio donde se usan para transferir el calor del CPU a un radiador mucho más grande del que se podría colocar directamente encima.

### Captura de calor en sistemas solares
Está muy extendido su uso en sistemas solares de calefacción y agua caliente sanitaria (ACS). Combinando este dispositivo con un envoltorio de cristal en el que se hace el vacío, se consigue una célula que captura y transfiere el calor. Con ella podemos transportar el calor aportado por el sol a un recipiente de acumulación para su uso como agua sanitaria o hacer recircular el agua en un circuito de calefacción. Por tanto, actúa como un captador de energía solar. En esta aplicación, suele utilizarse como líquido el agua destilada. Tiene rendimientos que superan hasta en un 40% a los de los paneles solares térmicos tradicionales. Resultando más eficaz para obtener agua a mayor temperatura y sobre todo, manteniendo su rendimiento en lugares muy fríos, donde los paneles tradicionales pierden rendimiento. 